# 蛇口街道
蛇口街道是中国广东省深圳市南山区下辖的一个街道，位于南山区的东南部，東臨深圳湾。

## 地理

可能是描绘清朝中期时候的蛇口的一幅洋画

蛇口街道位于南头半岛东南端，东临深圳湾，西濒珠江口，南与香港元朗隔海相望，连接香港的深圳灣口岸落脚于蛇口东角头。
地域由内陆与海岛组成，总面积12.74平方公里。内陆部分位于蛇口半岛东南端，面积6.23平方公里；海岛部分有内伶仃岛、大铲岛、孖洲岛，面积6.51平方公里。内伶仃岛为国家级自然保护区，大铲岛主要有广前电力公司和大铲岛部队两个单位，孖洲岛上主要有招商局重工和友联船厂两个单位。
辖区常住人口92,567人，其中户籍人口31,988人。

## 行政区划
现辖：
东角头社区、湾厦社区、海湾社区、渔一社区、渔二社区、海滨社区、南水社区、大铲社区、内伶仃岛社区、雷岭社区、围仔社区、南海玫瑰园社区和海昌社区。

## 經濟
蛇口街道注册登记的各类工商企业（含个体户）2500多家，其中工业企业80家有6000多人。
蛇口工業區部分位處該區。（注意，蛇口工业区另外大部分属于划出的招商街道）

## 历史
蛇口位于南头半岛南端，南头半岛南高宽北低窄如蛇头一般，蛇口所处的这个小半岛，因位于形似蛇张开的口的方位而得名。
1953年7月，根据地理环境，蛇口作为渔民乡，正式出现在地方志记录中。此后历经宝安县西海（蛇口水产）人民公社、南头区辖蛇口人民公社阶段。
1979年，蛇口划归新成立的深圳市南头区。随后公社划出2.14平方（23.0平方英尺）兴建招商蛇口工业区。